# Schwetzingen

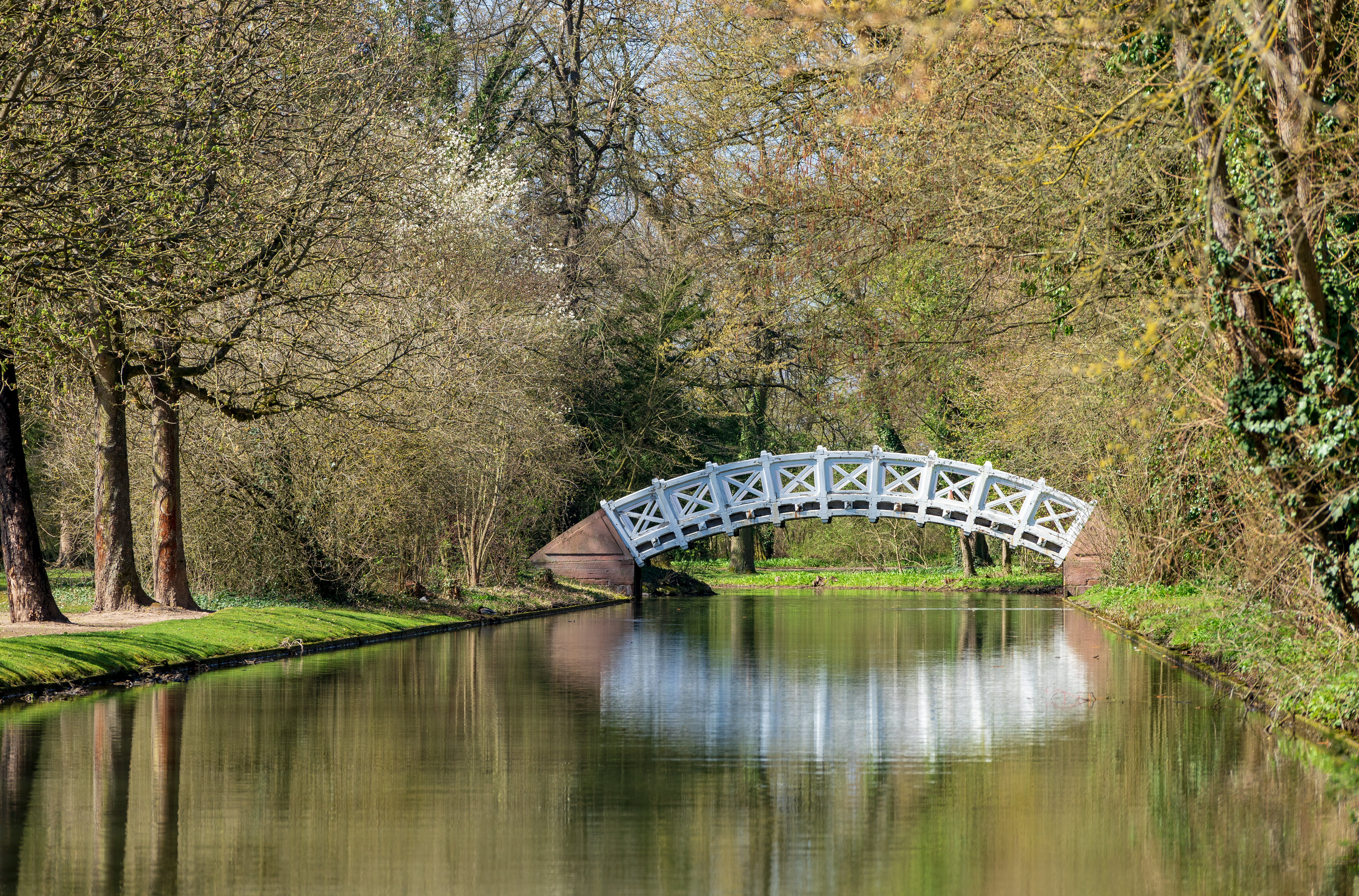
Le pont chinois de Schwetzingen. Avril 2018.

Schwetzingen  est une ville allemande située dans la vallée du Rhin, dans le nord-ouest du Bade-Wurtemberg, à 10 km environ au sud-ouest de Heidelberg et 15 km au sud-est de Mannheim. Son attraction principale est le château de Schwetzingen.
Le nombre d'habitants au 30 septembre 2005 était de 22 436. La ville est surtout connue en tant qu'ancienne résidence d'été des électeurs palatins.
Un festival de musique, le Festival de Schwetzingen, s'y déroule en mai et début juin.

## Histoire
| Appartenances historiques Palatinat du Rhin 1200-1803 Électorat de Bade 1803–1806 Grand-duché de Bade 1806–1918 République de Weimar 1918–1933 Reich allemand 1933–1945 Allemagne occupée 1945–1949 Allemagne 1949–présent |

## Jumelages
- Lunéville (France) depuis le 21 septembre 1969
- Pápa (Hongrie) depuis 1992

## Routes touristiques
Schwetzingen est située sur trois routes célèbres :
- la Bertha Benz Memorial Route, de Mannheim à Pforzheim et retour via Schwetzingen ;
- la Route des Asperges, de Schwetzingen à Lichtenau-Scherzheim ;
- la Route des Châteaux, de Mannheim via Schwetzingen à Prague.